# System gry (loteria)
System – algorytm mający w zamyśle zwiększyć szanse wygranej w grze losowej, takiej jak Lotto. Wyodrębniane są np. systemy pełne - są one zestawieniem wszystkich możliwych do wylosowania wyników z pewnego zbioru liczb - albo systemy skrócone (podzbiory systemu pełnego). W grze czysto losowej, w której każda liczba wypada z jednakowym prawdopodobieństwem, każdy wynik losowania także ma identyczne prawdopodobieństwo, a zatem każdy system daje taką samą szansę wygranej, jak czysto przypadkowe typowanie liczb. Gracze często jednak żywią rozmaite nieracjonalne przekonania, np. wierzą w swoje szczęśliwe numery, w to, że liczby wylosowane niedawno mają mniejsze szanse wypaść w kolejnym losowaniu, albo w to, że niektóre układy liczb wypadają częściej, i opierają na tym swoje systemy gry. Wiara w systemy totolotka jest przykładem zjawiska znanego w psychologii jako zależność magiczna.

## Przykładowe systemy lotto
- systemy pełne
- systemy skrócone
- systemy indywidualne
- systemy meritum
- systemy gwarantowane
- systemy spójne
- systemy wielospójne
- systemy wagowe
- systemy arfy
- systemy regularne
- systemy zupełne
- systemy leksykograficzne
- systemy proponowane przez Lotto (Totalizator Sportowy)
- grupowa gra w Lotto